# Fryderyk Jagiellończyk
Fryderyk Jagiellończyk (Cracóvia, 27 de março de 1468 - Cracóvia, 13 de março de 1503) foi um cardeal do século XV e século XVI.

## Primeiros anos
Nasceu em Cracóvia em 27 de março de 1468. Nono dos treze filhos do rei Kazimierz IV Jagiellończyk da Polônia e de Elżbieta Rakuszanka Habsburżanka, também conhecida como Elisabeth von Habsburg ou Elisabeth da Áustria. Ele era irmão de quatro reis. Ele foi batizado em 8 de maio de 1468. Foi chamado de Cardeal da Polônia. Relacionado ao Pseudocardeal Aleksander Mazowiecki (1440); e aos cardeais Jan Olbracht Waza, SJ (1629); e Jan Kazimierz Waza, SJ (1646). Tio de Jan Ochstat de Thelnicz, bispo de Wilno (1519-1536) e Poznań (1536-1538); Wilhelm von Brandenburg, arcebispo de Riga (1539-1563); Jan Albrecht von Brandenburg, arcebispo de Magdeburg e Halberstadt (1545-1550); Fryderyk von Brandenburg, cônego em Würzburg e Salzburgo e Gumprecht, cônego em Bamberg. Tio-avô de Zygmunt Hohenzollern, bispo de Magdeburg (1552-1566) e Halberstadt (1557-1566).

## Educação
Educado na corte polonesa.

## Vida pregressa
Viu seu irmão São Kazimierz, pretendente ao trono húngaro, morrer em Vilnius em 4 de março de 1484. Clérigo de Cracóvia.

## Episcopado
Nomeado bispo de Cracóvia em 19 de abril de 1488; confirmado pelo papa, 2 de maio de 1488; recebeu a sé em administração até completar 25 anos.

## Ordens sagradas
Recebeu o subdiaconado em 23 de março de 1493, em Cracóvia, do Bispo Pavel, OP, auxiliar de Cracóvia; e o diaconado no dia seguinte também em Cracóvia e do mesmo bispo.

## Sacerdócio
Ordenado em 24 de março de 1493, Cracóvia, pelo Bispo Pavel, OP, auxiliar de Cracóvia. Criado cardeal a pedido de seus irmãos Wladislaw II, rei da Boêmia e da Hungria, e Jan Olbrecht, rei da Polônia.

## Cardinalato
Criado cardeal sacerdote no consistório de 20 de setembro de 1493; recebeu a diaconia de Santa Lúcia em Septisolo, 23 de setembro de 1493; recebeu o barrete vermelho em Roma em 19 de abril de 1495. Promovido à sé metropolitana de Gniezno, em 2 de outubro de 1493; ele manteve a sé de Cracóvia; ele ocupou ambas as sedes até sua morte. Primaz da Polônia. Consagrada, provavelmente em 21 de dezembro de 1493, na catedral de Wawel, Cracóvia. Ele celebrou um sínodo diocesano em Gniezno. No final de 1501, coroou seu irmão Aleksander, duque da Lituânia, eleito rei da Polônia, na catedral de Cracóvia; ele substituiu seus dois irmãos reis durante sua ausência do reino. Ele defendeu os direitos do clero, deu grandes doações à igreja e fundou um hospital. Suas armas eram as da dinastia Jagiellońiana.
Morreu em Cracóvia em 13 de março de 1503, à noite. Enterrado num magnífico mausoléu de bronze esculpido por Peter Visher, de Nuremberg, na catedral metropolitana de Cracóvia.